# Agnetina pedata
Agnetina pedata är en bäcksländeart som först beskrevs av Koponen 1949.  Agnetina pedata ingår i släktet Agnetina och familjen jättebäcksländor. Inga underarter finns listade i Catalogue of Life.